# Minami Ioto

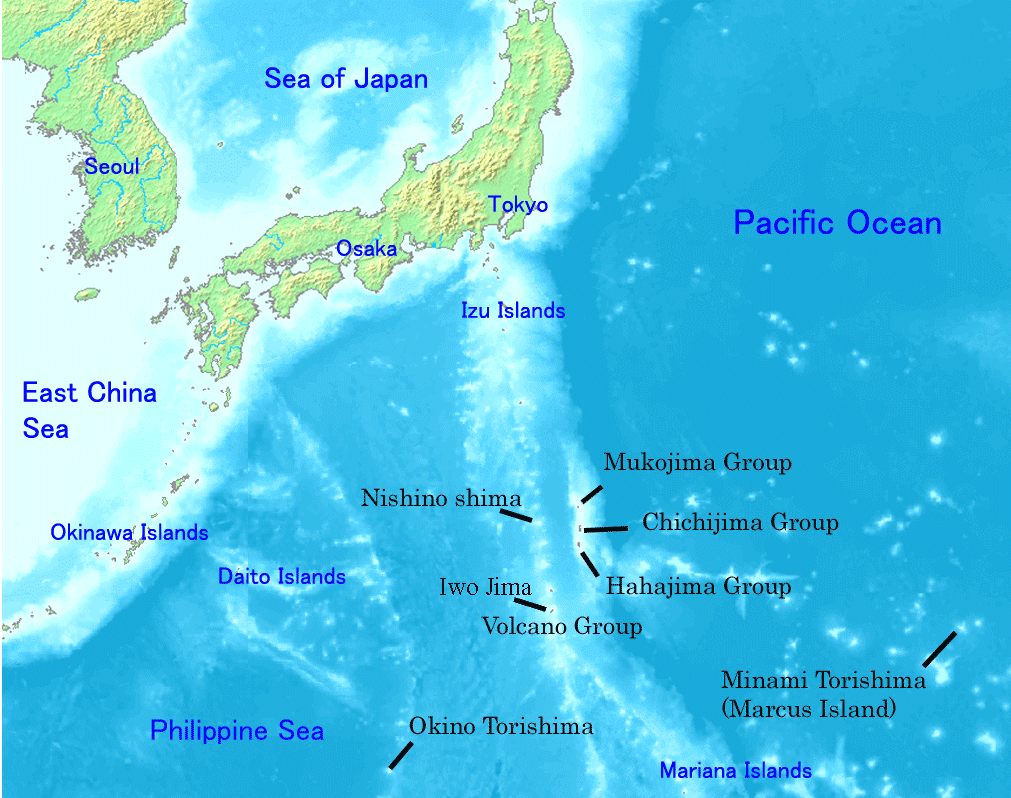
Lägeskarta över Vulkanöarna

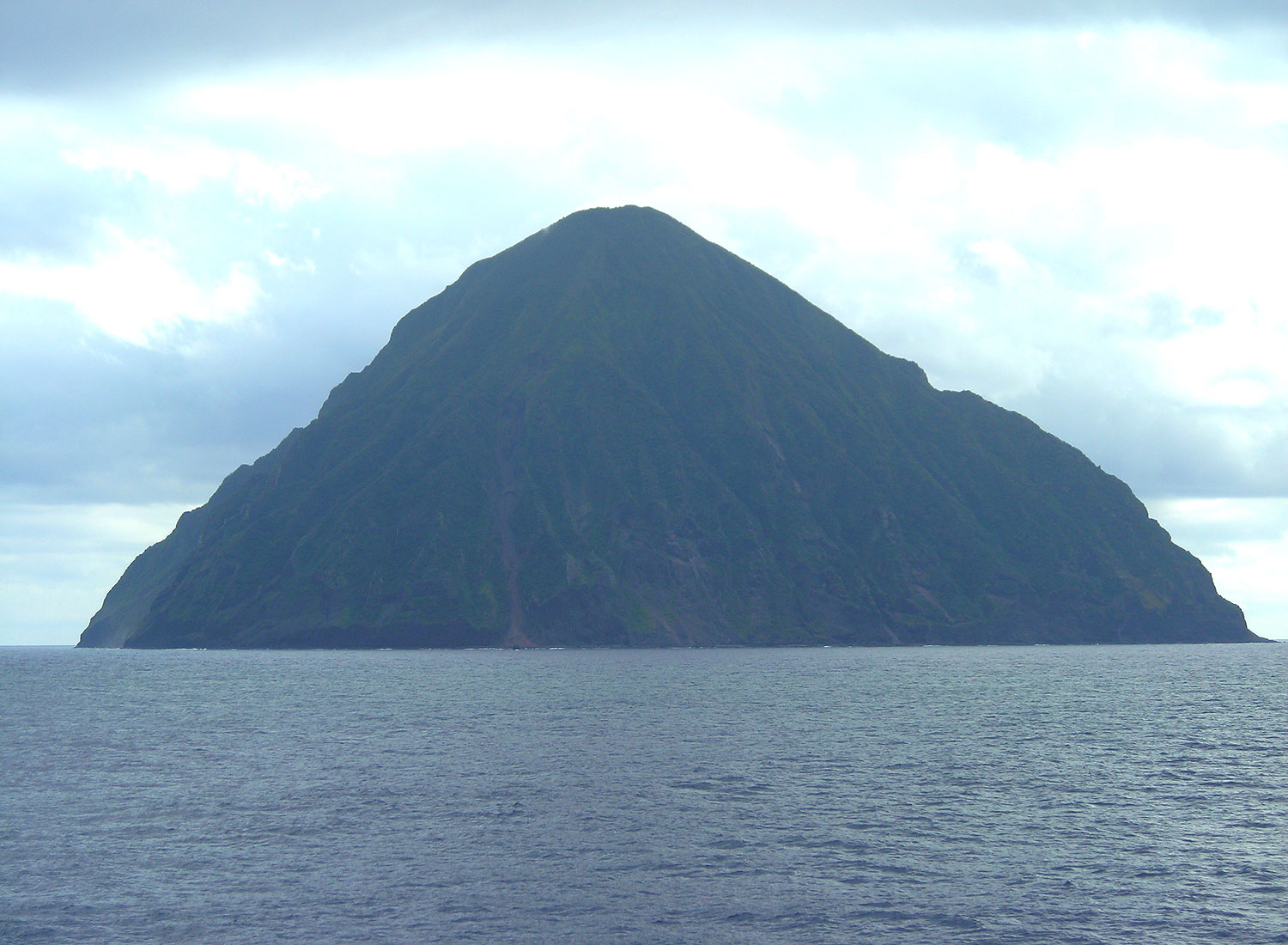
Minami Ioto

Minami Ioto (japanska: 南硫黄島?, Minami-Iōtō, tidigare Minami Io-jima) är en ö bland Vulkanöarna i nordvästra Stilla havet som tillhör Japan.  Namnet betyder "Södra Svavelön" och transkriberades före 1946 Minami Iwoto.

## Geografi
Minami Ioto ligger cirka 58 kilometer söder om Ioto och cirka 1 300 kilometer sydöst om Honshu. 
Ön är av vulkaniskt ursprung och har en areal om ca 3,7 km². Den är den sydligaste ön bland Vulkanöarna och den minsta. Den högsta toppen är dock den högsta bland de tre öarna i ögruppen: 970 m ö.h.. Förvaltningsmässigt tillhör den obebodda ön Tokyo prefektur på huvudön Honshu.
Cirka 5 kilometer nordöst om Minami Ioto ligger den aktiva undervattenvulkanen Fukutoku-Okanoba.

## Historia
Det är osäkert när Vulkanöarna upptäcktes, de första dokumenterade japanska kontakterna skedde kring 1670 och då var öarna obebodda.
1904 skapades den lilla ön Shin-Iwoto ("Nya Svavelön") under ett av vulkanen Fukutoku-Okanobas utbrott.
Under andra världskriget utspelades våren 1945 ett av de största och betydande slagen i Stilla havet (Slaget om Iwo Jima) kring Iwo To. Öarna ockuperades sedan av USA som förvaltade öarna fram till 1968 då de återlämnades till Japan.
2005 fick undervattenvulkanen Fukutoku-Okanoba sitt senaste utbrott.
Den 16 juni 2007 ändrades uttalet av öns namn officiellt från Minami Iō-jima till Minami Iōtō, som använts före kriget.
2007 anmäldes Vulkanöarna tillsammans med övriga Ogasawaraöarna till Unescos världsarvslista.